# The Texas Chainsaw Massacre (videogioco)
The Texas Chainsaw Massacre è un videogioco per l'Atari 2600, basato sul celebre film horror Non aprite quella porta del 1974, distribuito nel marzo 1983 dalla Wizard Video Games. Il gioco fu sviluppato e programmato dalla VSS, una software house indipendente fondata da Ed Salvo e altri ex-programmatori della Games by Apollo.
Essendo uno dei primi videogiochi a tema horror, The Texas Chainsaw Massacre suscitò polemiche alla sua uscita per il contenuto violento; vendette poche copie, in gran parte a causa del fatto che molti negozi si rifiutarono di metterlo in vendita.

## Trama
Nel gioco, il giocatore assume il ruolo di Leatherface che cerca di uccidere dei passanti mentre deve scansare degli ostacoli come teschi di mucca e simili.

## Modalità di gioco
Il giocatore controlla il cattivo con la motosega del film Non aprite quella porta (The Texas Chain Saw Massacre), Leatherface, che deve cercare di uccidere più turisti possibili che hanno invaso la sua proprietà, stando nel contempo attento a schivare vari ostacoli quali teschi bovini, staccionate, sedie a rotelle, ecc... L'obiettivo del gioco è quindi massacrare con la motosega tutte le vittime. Ogni omicidio fa guadagnare 1,000 punti al giocatore, che riceve carburante addizionale per la motosega ogni 5,000 punti (5 vittime). Una vita viene persa se l'arma di Leatherface resta senza gasolina e non può funzionare. Il gioco termina quando viene consumata l'ultima tanica di gasolina. All'inizio della partita, Leatherface parte con tre taniche di carburante.

## Riferimenti in altri media
- La NECA, azienda statunitense di giocattoli da modellismo, ha prodotto una action figure da collezione che riproduce le fattezze del personaggio del gioco, un Leatherface completamente verde (motosega inclusa), fatta eccezione per la testa e le scarpe, ispirandosi alla grafica povera del videogame dell'epoca. La confezione riproduce inoltre il packaging originale del videogioco.[7]
- Nel 2007 The Texas Chainsaw Massacre è stato oggetto di una comica stroncatura in un episodio espressamente a lui dedicato della web serie The Angry Video Game Nerd, da parte di James Rolfe.[8]